# Triandrophyllum subtrifidum
Triandrophyllum subtrifidum är en bladmossart som först beskrevs av Hook.f. et Taylor, och fick sitt nu gällande namn av Fulford et Hatcher. Triandrophyllum subtrifidum ingår i släktet Triandrophyllum och familjen Herbertaceae. Inga underarter finns listade i Catalogue of Life.